# Gymnastes (Gymnastes) anticaniger
Gymnastes (Gymnastes) anticaniger is een tweevleugelige uit de familie steltmuggen (Limoniidae). De soort komt voor in het Oriëntaals gebied.